# 不道徳教育講座
『不道徳教育講座』（ふどうとくきょういくこうざ）は、三島由紀夫の評論・随筆。三島の純文学作品では窺えない機知、逆説、笑いにあふれた内容で、人気が高い作品である。「知らない男とでも酒場へ行くべし」「人に迷惑をかけて死ぬべし」「スープは音を立てて吸ふべし」など、世間の良識的な道徳観や倫理に反するタイトルが、それぞれ70章に及ぶ各章に付され、中国の『二十四孝』をもじって親不孝の話を並べた井原西鶴の『本朝二十不孝』式パロディに倣っている

## 発表経過
1958年（昭和33年）、雑誌『週刊明星』7月27日創刊号から翌年1959年（昭和34年）の11月29日号まで連載され、その間に映画化、松竹新喜劇化、連続テレビドラマ化もなされた。
単行本は、前半部が連載中の1959年（昭和34年）3月16日に中央公論社より刊行され、続編は翌年1960年（昭和35年）2月5日に刊行された。文庫版は角川文庫で刊行されている。なお、「暗殺について」の章は、初版単行本以外は削除されている。
翻訳版は、韓国の李時哲訳、中国の陳玲芳・古里訳（韓題・中題：不道徳教育講座）で行われている。

## 作品背景
三島が作中冒頭で説明しているように『不道徳教育講座』は、井原西鶴が中国の『二十四孝』をもじって、選りに選った「親不孝者」の話を並べた『本朝二十不孝』に倣ったものである。三島は、〈自分を親孝行だと思ふことが孝行のはじまり〉だから、西鶴の本は〈なかなか益がある〉と説明している。
また、初刊から10年後の1969年（昭和44年）、前・続編の合本の単行本刊行の際に三島は、〈例の安保闘争より二年前の世相を反映してゐるから、今から見ると、何かとズレてゐることはやむをえない〉とし、初刊当時の〈毒が薄まり、逆に常識性が目立つてきた〉が、自分がその中で言おうとしていた主旨は、〈今日も適用されうると信ずる〉として、以下のようにも語っている。

## 作品評価・研究
『不道徳教育講座』は、〈不道徳〉と付きながらも、無難なユーモラスの範囲のエンターテイメント性のある評論として当時も好意的に受け取られ、大衆演劇やテレビドラマなどの翻案作品も生まれている。
『不道徳教育講座』の連載中、進藤純孝は、かつての破滅型の太宰治などに替って、三島ら「不道徳教の教祖」が現代女性の「アクセサリー」になったとし、不道徳を唱えても、「世の中から追い出される心配はなくなった」時代で、「無難な、ころあいの不道徳をすすめている」と述べている。
『不道徳教育講座』を「現代日本文学の歴史に残る、しゃれた、そして根源的なアフォリズム集」だと評する奥野健男は、三島の純文学作品では表わされない、普段の三島が交友の中で見せる「機智」「エスプリ」「ユーモア」が存分に盛り込まれ、世間に隠された一面が発揮されている楽しい作品だとし、「女大学式」の抑圧的な道徳講座を風刺したり、三島得意の心理分析や洞察力で、悪や革命や虚無へ向かう「人間の原存在の深淵をチラリと垣間見せ」ながら、独自のレトリックを駆使して「反逆の牙を巧みに抜き、結局は健全道徳を容認し、その智慧や真実を讃美するような結論」の流れになっているとして、以下のように解説している。
そして奥野は、この解説から3年後に三島が自決したことから改めて、「やはり三島は真面目な、余りに生真面目な人間だったのだ」だと述べ、全く古びない『不道徳教育講座』の「気の利いた文章」の中に、三島が自身の死や、「その先の遠い未来までを見つめている視線」を感じるとし、『美しい星』の中で三島が主人公に仮託して地球人の美点を謳っている部分を引きつつ、「この五つの美点は世の中に有効なものではない無効なもの故に尊い、地球人類は芸術家だというのです。『不道徳教育講座』の先にあるものは、こういう深い逆説的な考えだったのです」と解説している。

## おもな刊行本
- 『不道徳教育講座』（中央公論社、1959年3月16日） NCID BN10542129
  - 装幀：佐野繁次郎。紙装。黄色帯。181頁
  - 帯（裏）に有吉佐和子、池田弥三郎、河盛好蔵、杉靖三郎、永井道雄の作品評。
  - 口絵写真1頁1葉（著者肖像）。本文中に挿絵90葉（横山泰三）。
  - 「知らない男とでも酒場に行くべし」から「空お世辞を並べるべし」までの30篇を収録。
- 『続不道徳教育講座』（中央公論社、1960年2月5日）
  - 装幀：佐野繁次郎。紙装。黄色帯。241頁。帯（裏）に本文より抜粋された「著者のことば」と題する文章。
  - 口絵写真1頁1葉（著者肖像）。本文中に挿絵120葉（横山泰三）。
  - 「毒のたのしみ」から「おはり悪ければすべて悪し」までの40篇を収録。
- 文庫版『不道徳教育講座』（中公文庫、1962年5月15日） 
  - 装幀：佐野繁次郎。黒色帯。本文中に挿絵140葉（横山泰三）。
  - 前掲単行本の合本だが、「暗殺について」が削除され、全69篇を収録。
- 文庫版『不道徳教育講座』（角川文庫、1967年11月30日。改版1999年、2008年） 
  - カバー画：横山泰三。本文中に挿絵14葉（横山泰三）。解説：奥野健男
  - 「暗殺について」を除く全69篇を収録。
  - ※ 改版1999年より、装幀：杉浦康平。カバー画：赤井稚佳。挿絵なし。解説に加筆訂正。
- 新装版合本『不道徳教育講座』（中央公論社、1969年5月10日） 
  - 装幀：横尾忠則。カバー（カラー撮影）：篠山紀信。紙装。ビニールカバー。赤色帯。
  - 本文中に挿絵140葉（横山泰三）。
  - 「暗殺について」を除く全69篇を収録。新たに「あとがき」が付された。
- 新装版『不道徳教育講座』（角川書店、1995年4月20日） 
  - 装幀：菊地信義。カバー画：野村俊夫。紙装。解説：奥野健男（加筆訂正版）
  - 「暗殺について」を除く全69篇を収録。
  - ※ 1967年11月刊行の角川文庫版の新装版。

### 全集収録
- 『三島由紀夫全集29巻（評論V）』（新潮社、1975年9月25日）
  - 装幀：杉山寧。四六判。背革紙継ぎ装。貼函。
  - 月報：山口基「回想・三島由紀夫」。《評伝・三島由紀夫29》佐伯彰一「三島由紀夫以前（その5）」。《三島由紀夫論4》田中美代子「感性の反逆」。
  - 収録作品：昭和33年7月から昭和35年8月の評論49篇。
  - ※ 同一内容で豪華限定版（装幀：杉山寧。総革装。天金。緑革貼函。段ボール夫婦外函。A5変型版。本文2色刷）が1,000部あり。
- 『決定版 三島由紀夫全集30巻・評論5』（新潮社、2003年5月10日）
  - 装幀：新潮社装幀室。装画：柄澤齊。四六判。貼函。布クロス装。丸背。箔押し2色。
  - 月報：西尾幹二「世界史の分水嶺」。森内俊雄「三島由紀夫の原稿用紙について」。［思想の航海術5］田中美代子「発見された生活」
  - 収録作品：昭和33年1月から昭和33年12月まで（連載物は初回が）の評論51篇。「心中論」「外遊日記」「裸体と衣裳――日記」「作家と結婚」「不道徳教育講座」ほか

## 舞台化
- OSミュージック10月公演「三島由紀夫の不道徳教育」
  - 1958年（昭和33年）10月1日 - 30日 大阪・OSミュージック・ホール
  - 演出：三島由紀夫。脚色・演出：塚田茂。舞台監督：森安哲夫。
  - 出演：アンヂェラ浅丘、北条ますみ、水原マリ、七尾ジュリ、立原博、芦屋雁之助、横山ヒデト、ミス・ホリデイ、ほか
  - ※ バーレスク化
- 松竹新喜劇公演
  - 1959年（昭和34年）5月1日 - 25日、6月1日 - 25日 大阪・中座
  - 脚色・演出：館直志。
  - 出演：藤山寛美、由利京子、曽我廼家明蝶、石河薫、渋谷天外、ほか
  - ※ 館直志作『長屋の人情』と併演。
  - ※ 5月公演は'59国際演劇月参加。6月公演はロングラン公演。

## 映画化
『不道徳教育講座』（日活） 1959年（昭和34年）1月9日封切。モノクロ 1時間29分。
不道徳なチンピラ男を主人公にした痛快コメディ映画。
※ 冒頭と最後のナビゲーターとして、「作者」役で三島由紀夫が特別出演。

### スタッフ
- 監督：西河克己
- 脚本：窪田篤人、西河克己
- 音楽：黛敏郎
- 撮影：横山実
- 美術：佐谷三平
- 照明：岩木保夫
- 録音：神谷正和
- 編集：鈴木晄
- 企画：芦田正蔵

### キャスト
- 相良文平・藤村良助：大坂志郎
- 朝吹桂馬：信欣三
- 朝吹美也子：三崎千恵子
- 朝吹圭一：長門裕之
- 朝吹和美：清水まゆみ
- 朝吹康二：浅沼創一
- 桐野利夫：柳沢真一
- 桐野貞一：高島稔
- 大月麗子：月丘夢路
- 丘達也：岡田真澄
- 京子：筑波久子
- 加奈子：稲垣美穂子
- 大野：植村謙二郎
- 小島：佐野浅夫
- 市長：松下達夫
- 警察署長：天草四郎
- 消防署長：高品格
- ルパンのマダム：初井言榮
- 中野：浜村純
- 田沢：藤村有弘
- 紀子：葵真木子
- 利夫の仲間：榎木兵衛・黒田剛・木島一郎
- 特別出演：三島由紀夫

## テレビドラマ化
『不道徳教育講座』　フジテレビ
1959年（昭和34年）10月15日 - 1960年（昭和35年）8月4日（全42回）毎週木曜日 21:30 - 21:45（最終回は21:55まで）
音楽：桜井順。脚色：池田三郎、藤田秀弥、山下与志一、神吉拓郎、若尾徳平、矢代静一、キノトール、若松静夫、大倉左兎、ほか
出演：ロイ・ジェームス、左とん平、ミスター東京、田中明夫、井上昭文、ほか
第1回・弱い者をいじめるべし
1959年（昭和34年）10月15日放映
出演：舟橋元、島田妙子、宮地晴子
第2回・知らない男とでも酒場へ行くべし
1959年（昭和34年）10月22日放映
出演：
第3回・女には暴力を用いるべし
1959年（昭和34年）10月29日放映
出演：玉川伊佐男、沢たまき、ミスター東京
第4回・美人の妹を利用すべし
1959年（昭和34年）11月5日放映
出演：逗子とんぼ
第5回・お見合でタカるべし
1959年（昭和34年）11月12日放映
出演：星野佐智子、宗近晴見、前田昌亮
第6回・友人を裏切るべし
1959年（昭和34年）11月19日放映
出演：松本朝夫、沢たまき、伊藤阿津子、ロイ・ジェームス
第7回・スキャンダルを利用すべし
1959年（昭和34年）11月26日放映
出演：ロイ・ジェームス、真中陽子
第8回・教師を内心バカにすべし
1959年（昭和34年）12月3日放映
出演：ロイ・ジェームス、利根はる恵、逗子とんぼ、大山羨代（大山のぶ代）
第9回・人に迷惑をかけて死ぬべし
1959年（昭和34年）12月10日放映
出演：久里千春、ロイ・ジェームス、佐竹明夫、塚本信夫
第10回・女から金をさく取すべし
1959年（昭和34年）12月17日放映
出演：ロイ・ジェームス、立花宮子、浅茅しのぶ
第11回・スープは音をたてて吸うべし
1959年（昭和34年）12月24日放映
出演：
第12回・うんとお節介を焼くべし
1960年（昭和35年）1月7日放映
脚本：矢代静一
出演：南原伸二（南原宏治）、梶哲也、小島正巳、左とん平、ロイ・ジェームス
第13回・約束を守るなかれ
1960年（昭和35年）1月14日放映
出演：津村悠子、川喜多雄二、穂積隆信
第14回・痴漢を歓迎すべし
1960年（昭和35年）1月21日放映
出演：田中明夫、沢阿由美、根本嘉也、八乃さとみ
第15回・罪は人になすりつけるべし
1960年（昭和35年）1月28日放映
出演：三条美紀（三條美紀）、永井柳太郎
第16回・人の不幸を喜ぶべし
1960年（昭和35年）2月4日放映
出演：ロイ・ジェームス、富永美沙子（冨永美沙子）、寺島信子、市川寿美礼
第17回・できるだけ己惚れよ
1960年（昭和35年）2月11日放映
出演：ロイ・ジェームス、沼田曜一、市川和子
第18回・泥棒の効用について
1960年（昭和35年）2月18日放映
出演：ロイ・ジェームス、牧真史、西村惇二、田口計
第19回・（サブタイトル不明）
1960年（昭和35年）2月25日放映
出演：
第20回・人の恩は忘れるべし
1960年（昭和35年）3月3日放映
出演：ロイ・ジェームス、桂米丸、柏正子、野口元夫
第21回・ケチをモットーとすべし
1960年（昭和35年）3月10日放映
出演：ロイ・ジェームス、森川信、藤山竜一
第22回・子持ちを隠すべし
1960年（昭和35年）3月17日放映
出演：市村昌治、大泉滉、白銀道子
第23回・人の失敗を笑うべし
1960年（昭和35年）3月24日放映
出演：田中明夫、左とん平、宮沢貴子
第24回・人を待たせるべし
1960年（昭和35年）3月31日放映
出演：田中明夫、佐伯徹、高友子
第25回・人に尻尾をつかませるべし
1960年（昭和35年）4月7日放映
出演：ロイ・ジェームス、田中明夫
第26回・馬鹿は死ななきゃ
1960年（昭和35年）4月14日放映
出演：ロイ・ジェームス、田中明夫、宮沢貴子
第27回・フー・ノウズ
1960年（昭和35年）4月21日放映
出演：田中明夫、ロイ・ジェームス、小沢栄二
第28回・モテたとは何ぞ
1960年（昭和35年）4月28日放映
出演：ロイ・ジェームス、太宰久雄、佐伯徹、影山泉
第29回・刃物三昧について
1960年（昭和35年）5月5日放映
出演：ロイ・ジェームス
第30回・告白するなかれ
1960年（昭和35年）5月12日放映
出演：ロイ・ジェームス、田中明夫、宮沢貴子
第31回・あるノイローゼ
1960年（昭和35年）5月19日放映
出演：田中明夫、増山江威子、宮沢貴子
第32回・催眠術はやり
1960年（昭和35年）5月26日放映
出演：ロイ・ジェームス、田中明夫、増山江威子
第33回・映画界へのあこがれ
1960年（昭和35年）6月2日放映
出演：ロイ・ジェームス、田中明夫、宮沢貴子
第34回・お化けの季節
1960年（昭和35年）6月9日放映
出演：ロイ・ジェームス、田中明夫、宮沢貴子
第35回・言葉の毒について
1960年（昭和35年）6月16日放映
出演：田中明夫、宮沢貴子、山田周平
第36回・何かにつけてゴテルべし
1960年（昭和35年）6月23日放映
出演：ロイ・ジェームス、増山江威子
第37回・ニセモノ時代
1960年（昭和35年）6月30日放映
出演：ロイ・ジェームス、田中明夫、増山江威子
第38回・公約を履行するなかれ
1960年（昭和35年）7月7日放映
出演：ロイ・ジェームス、田中明夫
第39回・死後に悪口を言うべし
1960年（昭和35年）7月14日放映
出演：ロイ・ジェームス、田中明夫
第40回・沢山の悪徳を持て
1960年（昭和35年）7月21日放映
出演：田中明夫、宮沢貴子、織田功三、増山江威子
第41回・毒のたのしみ
1960年（昭和35年）7月28日放映
出演：ロイージェームス、田中明夫、増山江威子
第42回・おわり悪ければ、すべて悪し
1960年（昭和35年）8月4日放映
出演：